# Єльня (Богородський міський округ)
Є́льня (рос. Ельня) — присілок у складі Богородського міського округу Московської області, Росія.

## Населення
Населення — 183 особи (2010; 171 у 2002).
Національний склад (станом на 2002 рік):
- росіяни — 96 %